# Cabri (réacteur)
Pour les articles homonymes, voir Cabri (homonymie).
Cabri est un réacteur nucléaire de recherche situé sur le site de Cadarache. Il s'agit d'un réacteur de type piscine, constitué d'un cœur à base de combustible nucléaire fabriqué à partir d'oxyde d'uranium faiblement enrichi, d'une puissance de 25 mégawatts et refroidi par un circuit d'eau. 
Cabri est destiné à étudier les « excursions de puissance », c'est-à-dire les augmentations très rapides de la puissance au-dessus du niveau normal de fonctionnement, en quelque sorte des « sauts de cabri ». Il profite de l'effet Doppler neutronique pour limiter l'amplitude des excursions de puissance, justifiant le faible enrichissement des assemblages combustibles utilisés.
Le 24 décembre 1963 s'est produit la première divergence du réacteur Cabri. Le cœur du réacteur, mesurant 65 cm de côté sur 80 cm de haut, est composé de 40 assemblages de crayons combustibles conçus pour résister à un pic de puissance.
À l'origine, Cabri était équipé d'une boucle d'essai au sodium qui a été remplacée par une boucle d'essai à eau. Initialement destiné aux études de sûreté des réacteurs rapides refroidis au sodium liquide (Phénix, Superphénix, Astrid), Cabri est désormais destiné à la recherche sur les réacteurs à eau pressurisée d'EDF. Lancé en 2000, le programme international Cabri (CIP) vise à étudier le comportement des crayons de combustible nucléaire lors d’un accident. 
Depuis l'an 2000, l’installation est en cours de rénovation pour remplacer la boucle d’essai en sodium précédemment utilisée par une boucle d’essai en eau sous pression. La nouvelle divergence était initialement planifiée en 2010, puis reportée 2013, mais des investigations sur la corrosion des assemblages ont conduit à des retards dans le rechargement du cœur. 
En 2015, l’ASN a autorisé le redémarrage de Cabri dans sa nouvelle configuration de boucle à eau sous pression. Le 20 octobre 2015 se produit la première divergence du réacteur Cabri dans sa nouvelle configuration. D'octobre 2015 à juin 2016 ont lieu des essais à basse puissance. 